# Мері Маккілгам
Мері Маккілгам (англ. Mary McIlquham; 19 жовтня 1901 — 1 січня 1968) — колишня британська тенісистка.
Найвищим досягненням на турнірах Великого шолома був фінал в парному розряді.

## Фінали турнірів Великого шолома

### Парний розряд: (1 поразка)
| Результат | Рік  | Турнір               | Покриття | Партнерка         | Суперниці                    | Рахунок  |
| --------- | ---- | -------------------- | -------- | ----------------- | ---------------------------- | -------- |
| Поразка   | 1925 | Вімблдонський турнір | Трава    | Кетлін Ліддердейл | Сюзанн Ленглен Елізабет Раян | 2–6, 2–6 |